# San Martín de Moreiras
Moreiras (llamada oficialmente San Martín de Moreiras) es una parroquia del municipio español de Pereiro de Aguiar, en la provincia de Orense, Galicia. 

## Toponimia
La parroquia también es conocida por el nombre de San Martín de Moreiras.

## Organización territorial
La parroquia está formada por cinco entidades de población, constando cuatro de ellas en el nomenclátor del Instituto Nacional de Estadística español:
- La Venda (A Venda)
- Piñeiro (O Piñeiro)
- Roupeiro (O Roupeiro)
- San Martín (San Martiño)
- Santabaya (Santabaia)

## Demografía
| Gráfica de evolución demográfica de Moreiras entre 2000 y 2023 |
|                                                                |
| Datos según el nomenclátor publicado por el INE.               |